# Paulina de Allende-Salazar
Paulina de Allende-Salazar León (Santiago, 27 de diciembre de 1969) es una periodista chilena, especializada en el periodismo de investigación.

## Biografía

### Primeros años y estudios
Es hija de Elba León Bustos y Jorge de Allende-Salazar Rosselot, siendo a su vez nieta de Jorge de Allende-Salazar Arrau (1898-1979), historiador e integrante del Instituto de Conmemoración Histórica de Chile.
Realizó sus estudios secundarios en el Colegio Institución Teresiana de Santiago, para luego continuar con sus estudios superiores ingresando en 1988 a la Escuela de Periodismo de la Universidad Diego Portales, donde se tituló de periodista. Cursó también un postgrado en Reportaje en Televisión, en la Universidad Pompeu Fabra, España.

### Carrera televisiva
Una vez egresada, De Allende-Salazar se integró al equipo periodístico de Televisión Nacional de Chile (TVN), el canal público de ese país, donde ha hecho la mayor parte de su carrera en la televisión chilena. Dentro de los programas en los que ha participado se encuentran Informe especial, espacio en el que es una de las presentadoras junto a Santiago Pavlovic, desde 2010 y en Esto no tiene nombre, programa de denuncias públicas sobre escándalos y casos de interés nacional. También realizaba apariciones en 24 Horas, el principal noticiario de la señal estatal.[cita requerida]
Luego de las protestas en Chile de 2019, condujo el programa Cazadores de Fakes de TVN, donde dejaron en expuesto los bulos en las redes sociales en Internet sobre diversos acontecimientos surgidos durante las manifestaciones. Durante la pandemia de enfermedad por coronavirus de 2020 en Chile, el programa continuó como una sección dentro del informativo central del canal, llamada «¿Verdadero, falso o impreciso?».
En 2021 presenta su renuncia a TVN y se integra a las filas de Mega, donde asume la conducción del matinal Mucho gusto. El 6 de abril de 2023, durante la emisión de dicho programa y en la que se desarrollaba un punto de prensa donde se hablaba del asesinato del carabinero Daniel Palma, utilizó el modismo chileno "paco" —palabra que se usa para referirse a los miembros de la institución y que ha sido considerada tanto peyorativa como de connotación positiva y coloquial— para individualizar la comisaría en que servía el fallecido policía, lo que suscitó diversas críticas por parte de la institución, la ciudadanía y autoridades políticas chilenas. Ese mismo día, tras las disculpas de su canal y de ella misma, fue desvinculada de Mega. El 2 de enero de 2025 el Primer Juzgado de Letras de Santiago condenó a Megamedia a pagar 243 millones de pesos a Paulina de Allende-Salazar por una cláusula de su contrato sobre despido anticipado y otros 20 millones por daño a su imagen, además de pedir disculpas públicas a la periodista.

## Distinciones
- 2015: Premio Egresados Destacados de la Escuela de Periodismo de la Universidad Diego Portales.[12]
- 2019: Premio Lenka Franulic al periodismo femenino chileno.[13]